# Susanne Maria von Sandrart
Susanna Maria von Sandrart (Nuremberga, 10 de agosto de 1658 — Nuremberga, 20 de dezembro de 1716) foi uma desenhista e gravurista alemã, envolvida em uma associação familiar artisticamente ativa, economicamente bem-sucedida e respeitada.

## Biografia
Ela era filha do gravurista Jacob von Sandrart, e a maior parte do seu trabalho foi produzida para a sua oficina. Ainda jovem, von Sandrart começou a aprender diferentes meios de arte gráfica, produzindo obras de arte no estúdio caseiro do seu pai.